# Franz Vohwinkel

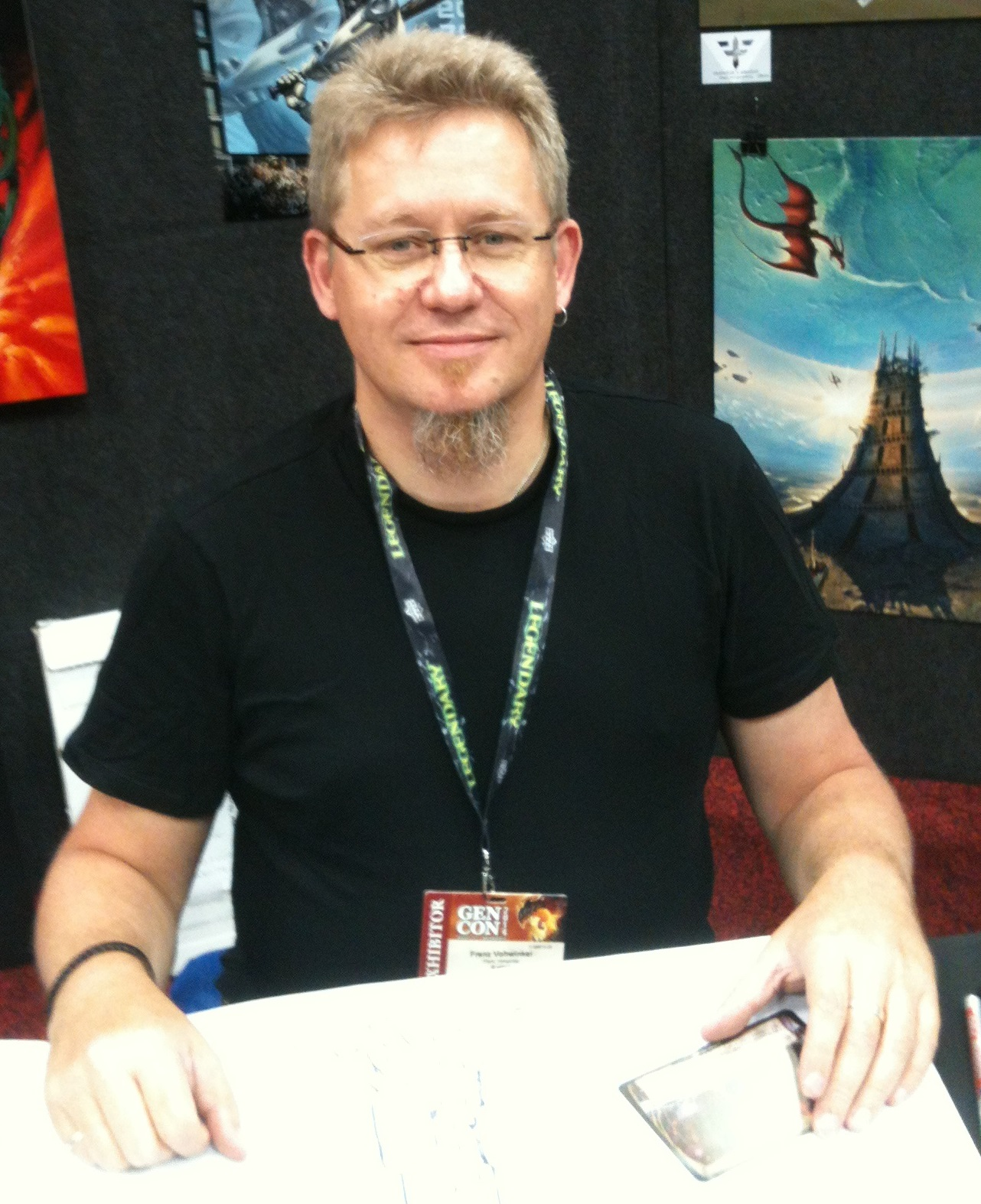
Franz Vohwinkel, 2014

Franz Vohwinkel (* 1964 in München) ist ein deutscher Grafiker, der mehr als 200 verschiedene Brett- und Kartenspiele illustriert hat und als Fantasy- und Science-Fiction-Zeichner erfolgreich ist.

## Leben
Nach einem Praktikum in einem Fotolabor begann Franz Vohwinkel eine Ausbildung zum Fotografen in Dachau, welche er allerdings nach 18 Monaten abbrach. Anschließend absolvierte Vohwinkel ein Praktikum in einer Münchener Werbefirma, das in eine dreijährige Anstellung als Layouter mündete. Da ihm ein Studium in Bayern ohne Abitur nicht möglich war, studierte Vohwinkel ab 1985 Kommunikationsdesign in Darmstadt und erhielt 1990 sein Diplom.
Während seines Studiums lernte er den Spieleautor Klaus Teuber kennen und erstellte 1991 seine erste Brettspiel-Illustration für Teubers Drunter & Drüber. Das bei Hans im Glück verlegte Brettspiel wurde im selben Jahr zum Spiel des Jahres gekürt. 1992 zog Vohwinkel wieder nach München und arbeitete dort als selbständiger Grafikdesigner. Nach seinem Erfolg mit Drunter & Drüber illustrierte er zahlreiche andere Brett- und Kartenspiele, daneben auch Rollenspiele wie die deutsche Ausgabe des 2003 erschienenen Ork!. Er bekam von Wizards of the Coast 1996 als einziger Deutscher die Gelegenheit, Grafiken für die Sammelkartenspiele Magic: The Gathering und BattleTech zu erstellen. Mit seiner Frau Imelda lebte er in Seattle, im nordwestlichen US-Bundesstaat Washington. Mittlerweile lebt er in Eckernförde.
Vohwinkel erhielt 2008 den Kurd-Laßwitz-Preis als Bester Graphiker für das Titelbild von Tristopolis und 2010 für das Titelbild von Das Königreich der Lüfte.
2009 widmete ihm Klaus Teuber die jährlich zum Die Siedler von Catan – Das Kartenspiel herausgegebene Sonderkarte.

## Ludographie
- 1991: Drunter & Drüber
- 1992: Der fliegende Holländer
- 1993: Sticheln
- 1994: 6 nimmt!
- 1994: Big Boss
- 1995: Billabong
- 1995: Linie 1
- 1995: Medici
- 1995: Set!
- 1996: Wizard
- 1996: Die Siedler von Catan – Das Kartenspiel + Erweiterungen
- 1997: Mississippi Queen
- 1998: Caesar & Cleopatra
- 1998: Städte & Ritter
- 1998: Spiel des Lebens
- 1998: Fossil
- 1998: Hornochsen!
- 1999: Tikal
- 1999: Giganten
- 1999: Union Pacific
- 1999: Kontor
- 1999: Vinci
- 1999: Rasende Roboter
- 2000: Robo Rally
- 2000: Metro
- 2000: Schweinsgalopp
- 2000: Tadsch Mahal
- 2000: Kardinal & König
- 2000: Die Fürsten von Florenz
- 2000: Halali!
- 2000: Java
- 2000: Blitz und Donner
- 2000: Laguna
- 2001: Hase und Igel
- 2001: Isis & Osiris
- 2001: Die Sternenfahrer von Catan
- 2001: BattleTech
- 2001: Crimson Skies
- 2002: Sternenschiff Catan
- 2002: Mexica
- 2002: Puerto Rico
- 2003: Behind
- 2003: Coloretto
- 2003: King Arthur
- 2003: Löwenherz
- 2003: Amun-Re
- 2003: Mitternachtsparty
- 2004: Blue Moon
- 2004: San Juan
- 2004: Raja
- 2005: Louis XIV
- 2006: Blue Moon City
- 2006: Gloria Mundi
- 2006: Tadsch Mahal (Neuauflage)
- 2006: Medici vs Strocci
- 2006: Emira
- 2006: Bison
- 2007: Medici (Neuauflage)
- 2007: Tsuro
- 2007: Oregon
- 2008: Carcassonne-Mayflower
- 2008: Der Hexer von Salem
- 2008: Thor
- 2008: Der Schwarm
- 2008: Diamonds Club
- 2008: Reise zum Mittelpunkt der Erde
- 2008: Korsar
- 2008: Strozzi
- 2009: Dominion-Schwarzmarkt
- 2009: Tintenblut
- 2009: Egizia
- 2009: Ra (Neuauflage)
- 2009: Ra - The Dice Game
- 2009: Finca
- 2009: Samurai - The Cardgame
- 2009: Schatzkiste
- 2009: Valdora
- 2009: Mamma Mia! Plus
- 2010: Asara
- 2010: Seeland
- 2010: Caesar & Cleopatra (Neuauflage)
- 2010: Isis & Osiris (Neuauflage)
- 2011: Fortuna
- 2011: Pantheon
- 2012: Die Paläste von Carrara
- 2012: Kingdoms
- 2013: Feuerdrachen
- 2013: Kashgar
- 2013: Scotland Yard Master
- 2013: La Boca
- 2013: Ugo!
- 2014: Die Staufer
- 2014: RoboRama
- 2014: Orongo
- 2014: Norderwind
- 2014: King Arthur (Neuauflage)
- 2014: Jäger und Späher
- 2015: Drachenhort
- 2016: Exit: Die verlassene Hütte
- 2017: Wettlauf nach El Dorado
- 2017: Druids